# The Pogues
The Pogues var et irsk/engelsk keltisk punkband dannet i 1982. De opnåede international anerkendelse i 1980'erne og 1990'erne bl.a. for deres samarbejde med The Dubliners og sangen "The Irish Rover".
I 1991 forlod forsangeren Shane MacGowan bandet pga. alkoholproblemer. Bandet fortsatte første med Joe Strummer som forsanger og herefter Spider Stacy, hvorefter de stoppede i 1996. I 2001 blev de genforenet og har spillet jævnligt siden da, særligt på USA's østkyst omkring Skt. Patricks dag. Dog har de endnu ikke indspillet ny musik.
Bandet blev dannet i 1982 under navnet Pogue Mahone, en anglificering af det keltiske póg mo thóin, som betyder noget i nærheden af "kys min røv".
The Pogues' største hit var en duet med Kirsty MacColl kaldet "Fairytale of New York". Sangen er en julesang som opnåede en andenplads på den engelske hitliste. "Fairytale of New York" er i en afstemning på VH1s hjemmeside blevet kåret til verdens bedste julesang.
Sangen blev brugt i filmen 'P.S. I Love You'.
Bandet er også kendt for sit samarbejde med The Dubliners i slutningen af 1980'erne og starten af 1990'erne. Dette førte bl.a. til et andet stort hit "The Irish Rover", der fik The Dubliners tilbage på hitlisterne.

## Nuværende og tidligere medlemmer
- Shane MacGowan: 1982–1991, 2001–2023
- Spider Stacy: 1982–1996, 2001–
- Philip Chevron: 1985–1994, 2001–2013
- James Fearnley: 1982–1993, 2001–
- Terry Woods: 1986–1994, 2001–
- Jem Finer: 1982–1996, 2001–
- Andrew Ranken: 1982–1996, 2001–
- Darryl Hunt: 1986–1996, 2001–2022
- Ella Finer (Semi–Official Member) 2005– (Vokaler på Fairytale of New York)
- James Walbourne 2007
- Cait O'Riordan: 1982–1986, 2004
- Joe Strummer: 1991
- Jamie Clarke: 1993–1996
- Dave Coulter: 1993–1996
- James McNally: 1993–1996

## Diskografi[1]
- 1984 Red Roses for Me
- 1985 Rum Sodomy & the Lash
- 1986 Poguetry in Motion (EP)
- 1988 If I Should Fall from Grace with God
- 1989 Peace and Love
- 1990 Yeah Yeah Yeah Yeah Yeah (EP)
- 1990 Hell's Ditch
- 1993 Waiting for Herb
- 1996 Pogue Mahone
- 1991 The Best of The Pogues
- 1992 The Rest of The Best
- 2001 The Very Best Of The Pogues #18 UK
- 2002 Streams of Whiskey: Live in Leysin, Switzerland 1991
- 2005 The Ultimate Collection including Live at the Brixton Academy 2001
- 2005 Dirty Old Town: The Platinum Collection
- 2008 Just Look Them Straight In The Eye and Say....POGUE MAHONE!!